# Gateside
Gateside är en ort i Storbritannien.   Den ligger i kommunen Fife och riksdelen Skottland, i den norra delen av landet, 600 km norr om huvudstaden London. Gateside ligger 89 meter över havet och antalet invånare är 196.
Terrängen runt Gateside är kuperad österut, men västerut är den platt. Runt Gateside är det ganska tätbefolkat, med 139 invånare per kvadratkilometer. Närmaste större samhälle är Kirkcaldy, 19,2 km sydost om Gateside. Trakten runt Gateside består i huvudsak av gräsmarker.